# Kim Tae-gon
Kim Tae-gon (hangul 김태곤 Gim Taegon) és un director de cinema, guionista, productor i actor de Corea del Sud.

## Biografia
Kim Tae-gon va créixer en una família cristiana.
El 1999, va assistir a la Universitat Chung-Ang de Seül per estudiar alemany, abans de canviar de departament a cinema i audiovisual l'any següent, malgrat els desacords dels seus pares. Allà va treballar amb el director Yoon Je-kyoon per a la seva primera pel·lícula Dusabu ilche (두사부일체, 2001). L'octubre de 2006 va rebre el Gran Premi pel seu curt documental Grandpa's Outing (할아버지의 외출) al Festival de Cinema d'Estudiants Universitaris (대학생 영상페스티벌).
El 2008, com a coescriptor amb Kwon Seong-hui i director, gràcies al suport de l'Escola Superior de Ciències de la Imatge Avançades de la Universitat de Chung-Ang, Kim Tae-gon va presentar el seu primer llargmetratge The Pot (독) al Festival Internacional de Cinema de Busan, una pel·lícula de terror psicològic sobre un nen posseït per un esperit maligne.
L'octubre de 2012, la seva segona pel·lícula de baix pressupost The Sunshine Boys (면회, 1999), un road-movie dramàtic que segueix dos amics que van al Cheorwon a visitar un amic de l'exèrcit, protagonitzada per Kim Chang-hwan, Shim Hee-sub i Ahn Jae-hong, es mostra de nou al Festival Internacional de Cinema de Busan. Per aquesta pel·lícula, va rebre el premi al millor guió al Festival Internacional de Cinema de Tessalònica el novembre de 2013. També el 2012, després del Festival Internacional de Cinema de Busan, amb els antics companys de classe de la Universitat Nacional d'Arts de Corea Kwon Oh-gwang, Woo Moon-gi, Lee Yo-seop, Jeon Go-woon i el director Kim Ji-hoon, va fundar una companyia de producció cinematogràfica independent anomenada Gwanghwamun Cinema (광화문시네마), a causa del fet que sovint treballava i vivia a Gwanghwamun.
Mentrestant, va escriure el guió titulat The King of Jokgu (족구왕), la primera comèdia filmada per Woo Moon-gi, amb Ahn Jae-hong. Més tard diria en un programa de televisió Room corner 1 row (방구석1열) a JTBC, el novembre de 2018, que va escriure per a l'actor Ahn Jae-hong. Aquesta pel·lícula va ser seleccionada per al Festival Internacional de Cinema de Busan de 2013.
El juny de 2016 va presentar la primera pel·lícula comercial Familyhood (굿바이 싱글), una  comèdia protagonitzada per Kim Hye-soo i Ma Dong-seok, que va perfeccionar el guió de Jeon Go-woon perquè la història original era més pesada, segons va dir a una entrevista.
L'octubre de 2020 va rodar el thriller de catàstrofes Project Silence (탈출: Project Silence), en la que va col·laborar en el guió amb Kim Yong-hwa i Park Joo-seok. El 24 d'abril de 2023 aquesta pel·lícula va ser seleccionada, fora de competició, a la secció Séances de minuit del 76è Festival Internacional de Cinema de Canes, on es projectarà el 21 de maig de 2023.

## Filmografia

### Director

#### Llargmetratges
- 2006 : Now and Forever (연리지) de Kim Seong-joong
- 2008 : The Pot (독)
- 2012 : The Sunshine Boys (1999, 면회)
- 2016 : Familyhood (굿바이 싱글)
- 2023 : Project Silence (탈출: Project Silence)

#### Curtmetratges
- 2005 : The Fast Watcher And The Fast Typist (빨리보는 남자 빨리치는 여자)
- 2010 : Ten Million (1000만)

### Guionista
- 2013 : The King of Jokgu (족구왕) de Woo Moon-gi

### Productor
- 2001 : My Boss, My Hero (두사부일체) de  Yoon Je-kyoon
- 2004 : R-Point}} (알포인트}}) de Kong Soo-chang
- 2005 : A Bold Family (간 큰 가족}}) de Jo Myeong-nam
- 2007 : Beautiful Sunday (뷰티풀 선데이) de Jin Kwang-gyo
- 2007 : Eleventh Mom (열한번째 엄마) de Kim Jin-sung
- 2009 : Handphone (핸드폰}}) de Kim Mi-hyeon
- 2014 : The King of Jokgu (족구왕) de Woo Moon-gi
- 2016 : The Queen of Crime (범죄의 여왕) de Lee Yo-sup
- 2017 : Microhabitat (소공녀) de Jeon Go-woon

### Actor
- 2005 : A Bold Family (간 큰 가족) de Jo Myeong-nam : el funambulista
- 2009 : Handphone (핸드폰) de Kim Mi-hyeon : el director de clip musical
- 2016 : The Queen of Crime (범죄의 여왕) de Lee Yo-sup : l'estudiant diplomat en examen